# Арбана Османи
Арбана Османи (на албански: Arbana Osmani) е албанска телевизионна водеща. Тя води „Биг Брадър Албания“.

## Биография
Арбана Османи е родена на 7 май 1983 година в дебърското село Макелари, Албания. Арбана Османи започва професионалната си кариера през 2000 година, първоначално като журналистка за списание „Интервиста“.
По-късно е ангажирана в „Топ Медия“ като радио водеща на предаванията „Добро утро Албания“, „Диско Ланчо“ и други. Най-голям успех постига с воденето на телевизионното предаване „Биг Брадър Албания“, чуждестранен патент, който има голям успех в Албания.
Друг телевизионен формат, озаглавен „Искам да те направя щастлива“, е създаден и реализиран с голям успех от Арбана Османи.